# Robert Carr (évêque)
Pour les articles homonymes, voir Robert Carr et Carr.
Robert James Carr (1774–1841) est un homme d'Église anglais, évêque de Chichester en 1824 et évêque de Worcester en 1831.

## Jeunesse
Né le 9 mai 1774 et baptisé le 9 juin à Feltham, Londres, il est le fils aîné du révérend Colston Carr, alors vicaire de Feltham, et de sa femme Elizabeth, fille de Thomas Bullock. Sa sœur aînée, Elizabeth Ann, épouse James Martin Lloyd, plus tard 1er baronnet et son frère cadet est le lieutenant-colonel Henry William Carr (en). Son père, plus tard vicaire d'Ealing, est d'abord aumônier du frère cadet du roi, le prince William Henry, duc de Gloucester et, après sa mort, du fils cadet du roi, le prince Edward, duc de Kent et de Strathearn.
Il fait ses études primaires dans une école que son père dirige à Twickenham, avant d'être envoyé à la Merchant Taylors' School de Londres. De là, il monte en 1792 au Worcester College d'Oxford, obtenant les diplômes de BA en 1796, de MA en 1806 et de BD et DD en 1820.

## Carrière
Après son père et son grand-père dans l'Église d'Angleterre, il est ordonné prêtre en 1798 par l'évêque de Salisbury et occupe divers postes jusqu'en 1804, date à laquelle il devient vicaire de Brighton. Port de pêche et lieu de villégiature animé, c'est là que le prince de Galles, le futur roi George IV, passe beaucoup de temps et une amitié nait entre les deux hommes qui dure toute la vie.
Lorsque le prince devient roi en 1820, il peut faire avancer son ami, qui est nommé greffier adjoint du cabinet, doyen et chanoine de Hereford et chanoine de la cathédrale de Cathédrale de Salisbury et de la Cathédrale de Chichester. Quatre ans plus tard, il est consacré évêque de Chichester, abandonnant ses postes à Brighton et Salisbury. En 1827, il est promu greffier du placard et en 1828 est nommé chanoine de la cathédrale Saint-Paul, abandonnant ses postes à Hereford.
À la Chambre des lords, il est l'un des évêques qui vote contre le Roman Catholic Relief Bill en 1829 et, tout en ne s'exprimant pas contre la mesure, s'y oppose par d'autres moyens. Au cours de la dernière maladie du roi, il est constamment présent au château de Windsor et peut aider à résoudre deux problèmes de conscience du roi : son éloignement de son frère, le duc de Sussex, et la possible violation de son serment de couronnement en autorisant l'Émancipation des catholiques.
En 1831, le nouveau roi, Guillaume IV, le promeut à l'évêché de Worcester, en accomplissement, comme on l'entendait à l'époque, d'une promesse faite par le défunt roi. Il abandonne alors son poste à St Paul, remplacé par Sydney Smith. Lorsque la Chambre des Lords vote le Reform Bill en 1832, il s'abstient . Après la mort du roi en 1837, il est remplacé comme greffier du cabinet et n'a plus d'influence à la cour. Il est élu membre de la Royal Society en 1831 .
Il meurt le 24 avril 1841, à l'âge de 67 ans, dans l'ancien palais de Worcester et est enterré le 3 mai à côté de sa femme dans le cimetière de Hartlebury. Ses seules œuvres publiées sont des sermons prêchés à des fins caritatives.

## Famille
En 1797, à Twickenham, il épouse Nancy (1774-1841), la plus jeune fille de John Wilkinson, un riche homme d'affaires qui vit à Roehampton, et sa femme Sibella Berdoe. Ils ont neuf enfants, dont quatre seulement survivent :
- Maria (1801–1888), qui épouse en 1842 l'avocat de Worcester et député William Laslett. Ils se séparent peu de temps après, sans enfants, et l'épisode malheureux est romancé dans le roman de 1861 East Lynne ;
- Sybella Jane (1802–1879), qui épouse le propriétaire terrien du Sussex Charles Peckham Peckham et a huit enfants. Sa petite-fille Sibylla Wallace épouse le zoologiste Stanley Smyth Flower ;
- Elizabeth Lloyd (1804–1885), qui épouse le révérend Thomas Baker, un cousin germain de Fanny Brawne. Il est aumônier de son père à Chichester et plus tard recteur de Hartlebury. Ils ont neuf enfants, un arrière-petit-fils étant le maréchal de l'air John Baker-Carr ;
- George Kirwan (1810–1877), qui change son nom de famille en Carr Lloyd et devient propriétaire foncier du Sussex.